# درة ناري دم لوداب (لوداب)
درة ناري دم لوداب (بالفارسية: دره ناری دم لوداب) هي قرية تقع في إيران في قسم لوداب الريفي. يقدر عدد سكانها بـ 0 نسمة بحسب إحصاء 2016.